# Vichuquén
Vichuquén is een gemeente in de Chileense provincie Curicó in de regio Maule. Vichuquén telde 4.322 inwoners in 2017 en heeft een oppervlakte van 426 km².
- Library of Congress Control Number: n85345655
- Nationale Bibliotheek van Israël: 987007562452805171
- Virtual International Authority File: 127919369